# Pionios
Pionios, Pionius ou Pione était un prêtre chrétien de Smyrne, aujourd'hui Izmir en Turquie sans doute grec d'origine. Après avoir été arrêté le 23 février, jour anniversaire du martyre de saint Polycarpe, il est brulé vif le 12 mars en 250 sous le règne de Dèce. Il est reconnu saint par les Églises catholique et orthodoxe. Il est l'auteur de La vie de Polycarpe et d'une petite collection dite Corpus Polycarpianum.

## Vie et martyre
Éloquent et inspiré, Pionios convertit bon nombre de personnes à la foi chrétienne en tant que véritable héritier de l'esprit de saint Polycarpe, Père apostolique et martyr. Il réintégra à l’Église des adeptes du montanisme et du marcionisme condamnés par la papauté. Ses déclarations, son franc-parler, ses défenses de la foi, ses prédications, ainsi que son aide amicale et les paroles encourageantes qu'il adressait aux frères chrétiens en difficultés finirent par attirer l’attention des autorités romaines. Celles-ci l’obligèrent à consommer des offrandes rituelles, mais ne voulant pas sacrifier aux idoles, il fut mis en prison avec deux condisciples Asclépiade et Sabine de Smyrne.
Défendant l’Eucharistie y compris le jour du sabbat, les Hiéromartyrs témoignèrent avec force de leur foi catholique en consommant dans leur cellule ce qui leur restait du pain bénit, à savoir les eulogies qu’ils se partagèrent. Leur persévérance réparait un précédent scandale provoqué par Eudémon, évêque de Smyrne, qui avait participé à des repas sacrificiels païens. C’est justement à partir de 250, que va apparaître le terme de lapsi ; et dans ce cas de lapsi sacrificati. En prison, l’officiant romain du temple les provoquait et tentait de les faire fléchir en leur pratiquant quelques sévices, mais ils continuaient de déclarer qu'ils n'adoraient que Dieu et qu'ils appartenaient à l'Église catholique. Un juge également présent lui demanda : « Quel est ce dieu que vous adorez ? ». Pionios répondit : « Celui qui a fait le ciel et la terre » - « Vous voulez dire celui qui a été crucifié ? » - « Je veux dire celui que Dieu le Père a envoyé pour sauver les hommes, son Fils Jésus-Christ notre Seigneur ». Informé des faits et de l'obstination du prêtre chrétien, le proconsul Quintilien décida symboliquement de l'exécuter en le mettant sur le grille. Au forum, où une grande foule s'était rassemblée, Pionios se déshabilla lui-même. Son corps ne présentait aucun signe des récentes épreuves. Puis il s'adressa au public, lui reprochant de rire et de se réjouir des chrétiens qu’il n’acceptait pas. Aux païens, il cita Homère : « On ne doit pas se réjouir du malheur des humains et les insulter lorsqu'ils ne sont plus. Ces orgueilleux prétendants ont été frappés par la justice des dieux à cause de leurs iniquités. Ils ne respectaient personne, ni le méchant, ni le juste, et n'accueillaient jamais avec bienveillance celui qui venait leur demander l'hospitalité » (Odyssée 22, 412). Il poursuivit en disant qu'il est honteux de jubiler devant ceux qui vont mourir sans comprendre la portée de leur geste. Il rappela aux Juifs de l'assistance les paroles de Salomon : « Si ton ennemi tombe, ne te réjouis pas ; s’il s’effondre, ne jubile pas » (Proverbes 24, 17). Alors que le bois s’empilait autour de lui, il ferma les yeux, pria et dit « Amen », puis « Seigneur, reçois mon âme ». Puis il succomba calmement et sans un cri. D’après certains témoins, son corps resta comme fort et intact et son visage se mit à briller étonnamment.
Le récit de son martyre a été publié et commenté par l'historien Louis Robert qui insistait sur la valeur historique de ce texte.

## Écrits
Pionios a retranscrit le martyre de l’évêque Polycarpe à partir du témoignage direct de l’Église de Smyrne appelé Passio Polycarpi et rédigé par Marcianus l’un de ses fidèles, et d'un autre exemplaire réalisé par un certain Isocrate (ou Socrate) à Corinthe. Ce document avait déjà été retranscrit à partir d'un manuscrit antérieur écrit par un nommé Gaius et basé sur les souvenirs de saint Irénée de Lyon qui avait connu Polycarpe. D’après la tradition, saint Polycarpe est apparu à Pionios dans une vision lui disant de rechercher le texte d'Isocrate. Il a donc rassemblé le matériel qui était presque usé avec l'âge, préservant ainsi la mémoire du saint évêque.

#### Œuvres
- Vita sancti Polycarpi
- Collection Corpus Polycarpianum

#### Études
- Robert, Louis, Le Martyre de Pionios, prêtre de Smyrne. Ed. G. W. Bowersock and C. P. Jones, Washington : Dumbarton Oaks Research Library and Collection, 1994.
- Musurillo, Herbert, Les actes des martyrs chrétiens. Ed. Oxford University Press, 1972.
- Maraval, Pierre, Actes et Passions des martyrs chrétiens des premiers siècles. Éditions du Cerf (« Sagesses chrétiennes »), 2010.
- Lane Fox R., Pagans and Christians. Londres, 1986.
- Ameling W., The Christian “lapsi” in Smyrna, 250 A.D. (Martyrium Pionii 12-14) in Vigiliae Christianae. Vol. 62. 2008. P. 133-160.
- Hilhorst A., He Left Us This Writing : Did He ? Revisiting the Statement in Martyrdom of Pionius 1.2 in Martyrdom and Persecution in Late Ancient Christianity. Éd. J. Leemans. Louvain, 2010. P. 103-121.

### Articles  connexes
- Martyr